# Bernhard Eunom Philippi

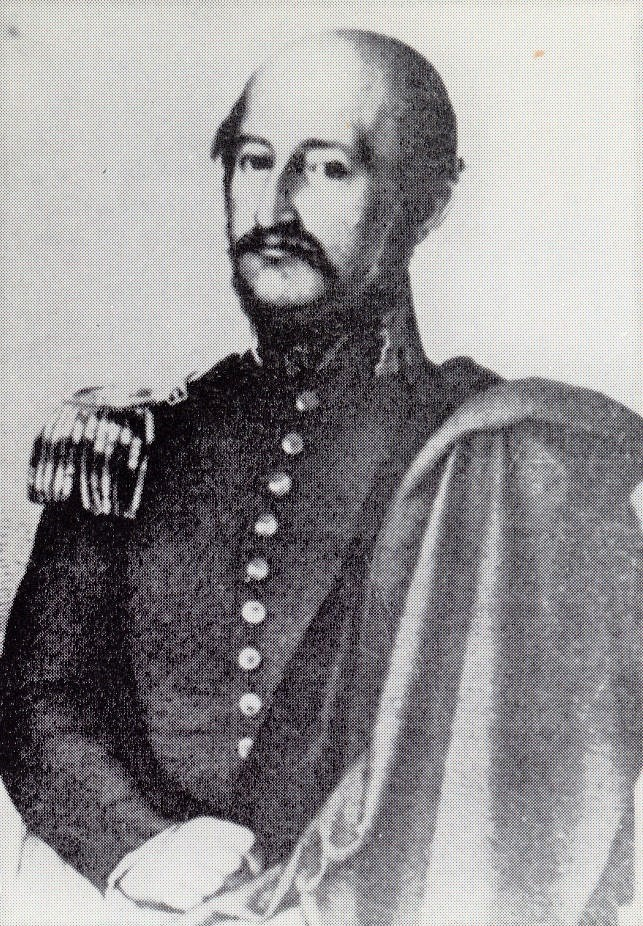
Bernhard Eunom Philippi

Bernhard Eunom Philippi, oder Bernardo Philippi (* 19. September 1811 in Charlottenburg, Preußen; † 27. Oktober 1852 bei Cabeza del Mar, Chile) war ein preußischer Seemann, Naturaliensammler und Erkundungsreisender. Als Kolonisationsbeauftragter der chilenischen Regierung war er der Initiator der deutschen Einwanderungswelle nach Südchile im 19. Jahrhundert.

## Leben

### Familie und Studien
Er wurde am 19. September 1811 im damals preußischen Charlottenburg als jüngster Sohn von Johann Wilhelm Eberhard Philippi und Maria Anna Krumwiede geboren. Sein Bruder war der Naturforscher Rudolph Amandus. Lesen und Schreiben lernte er zunächst unter der Anleitung seiner Mutter, so wie es damals nicht selten war. Ab 1818 besuchte er zusammen mit seinem Bruder in Yverdon (Schweiz) die Schule von Johann Heinrich Pestalozzi, wo er auch die französische Sprache lernte. 1822, zurück in Berlin, besuchte er zunächst ein Gymnasium. Weil er Schwierigkeiten mit Grammatik und Latein hatte, brachte ihn seine Mutter an eine Realschule (Technische Schule Berlin). Er war ein begeisterter Leser von Reiseliteratur. Nach erfolgreichem Schulabschluss leistete er einen einjährigen Wehrdienst in einer Pioniereinheit ab. Der Versuch, eine Militärlaufbahn einzuschlagen, scheiterte, weil er die Prüfungen nicht bestand.
Er trat anschließend in die preußische Handelsmarine (Königlich Preußische Seehandlung) ein. Von September 1830 bis April 1832 war er als einfacher Matrose auf dem Handelsschiff Princess Louise bei einer Weltumseglung dabei, die ihn unter anderem nach Chile, Peru und China führte. Auf dem Schiff lernte er den Arzt und Naturforscher Julius Meyen kennen, der während der langen Liegezeiten in den Häfen Objekte für das Naturhistorische Museum in Berlin sammelte. Philippi begleitete ihn auf einer Exkursion zum Titicaca-See.
Zurück in Hamburg, studierte er während der Wintermonate an einer Marineschule, und in den übrigen Jahreszeiten unternahm er Fahrten nach Sankt Petersburg, Matanzas und New Orleans.

### Seemann und Naturaliensammler
Nach erfolgreicher Ablegung seiner Prüfungen als Steuermann trat er im November 1836 eine zweite Weltumseglung an, diesmal als Dritter Steuermann der Prinzeß Louise. Im März 1837 kam er in Valparaíso an. Auf dem Schiff befand sich auch der Chirurg Carl Segeth, der für das Naturhistorische Museums Berlin Objekte sammelte und Philippi einige Male auf Exkursionen mitnahm. Mit der Aussicht auf ein lukratives Geschäft gründeten die beiden eine Gesellschaft, um wenig bekannte naturhistorische Objekte aus Chile nach Deutschland zu exportieren. Philippi bat um seine Entlassung aus der Handelsmarine, was ihm gewährt wurde. Nach einiger Zeit kam es zu einem Zerwürfnis zwischen den beiden und Philippi beendete die Zusammenarbeit. Er reiste nach Peru und ließ sich dort eine Zeit lang an der östlichen Seite der Andenkordillere nieder. Erfolglos versuchte er sich im Maisanbau. In Lima wurde ihm die Leitung einer Firma angeboten, die Pottasche aus Zuckerrohr zu gewinnen versuchte. Auch dieses Unternehmen scheiterte.
Philippi erkrankte an Malaria und verließ Peru. Er ließ sich in der Hafenstadt Ancud auf der Insel Chiloé nieder, weil ihm dort die klimatischen Bedingungen zusagten, und begann, den Süden Chiles zu erkunden. Im Januar 1838 unternahm er eine erste Erkundungsexpedition entlang der Ostküste Chiloes und weiter ins Chonos-Archipel bis zur Mündung des Río Aysén.
1839 heuerte er wieder als Steuermann an und gelangte so über China zurück nach Deutschland. Im Frühjahr 1840 kam er zu seinem Bruder Rudolph nach Kassel. Zusammen begaben sie sich nach Berlin, um die in Chile gesammelten Sachen zu verkaufen und der Berliner Naturwissenschaftlichen Gesellschaft Erkenntnisse über Chile vorzutragen.
Ausgestattet mit einem einjährigen Stipendium als Naturforscher und Sammler, kam er im Juni 1841 wieder zurück nach Chile. Er begann die Gebiete um Valdivia und Osorno zu erkunden und im Januar 1842 gelang ihm die Wiederentdeckung des Llanquihue-Sees. In dieser Zeit reifte in ihm die Idee, dass diese Region besonders geeignet wäre für eine Kolonisierung durch deutsche Siedler. Für das Zoologische Museum Berlin sammelte er in jener Epoche zahlreiche Objekte.

### Integration in Chile

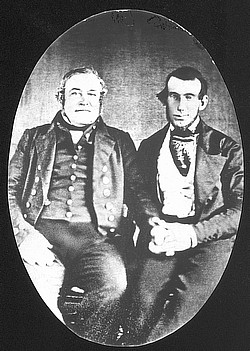
Bernhard Philippi (rechts) und Kapitän Williams
(Fotografie um 1842)

Anfang 1843 bereiteten in der Abgeschiedenheit von Chiloé der amtierende Intendant Domingo Espiñeira und der Hafenkapitän von Ancud John Williams Wilson die Ausrüstung eines kleinen Segelschiffs vor, das in geheimer Regierungsmission zur Inbesitznahme der Magellanstraße ausgesandt werden sollte. Philippi, der gute Beziehungen zu Espiñeira hatte, bot sich als Freiwilliger für diese Expedition an und wurde akzeptiert.
Nach einer schwierigen Reise gelangte die Expedition am 21. September zum Puerto del Hambre an der Brunswick-Halbinsel und Kapitän Williams nahm formal Besitz von der Magellanstraße und der sie umgebenden Gebiete, der zukünftigen Region Magallanes. Als kurz danach ein französisches Schiff in der Nähe ankam und dessen Besatzung an Land die Flagge Frankreichs hisste, war es Philippi, der aufgrund seiner guten Sprachkenntnisse und mit geschickter Verhandlung die chilenische Position verteidigte und den französischen Kapitän zur Anerkennung der chilenischen Souveränität in diesem Gebiet bewegte. Dafür wurde er 1844 vom Präsidenten Manuel Bulnes zum Capitán de Ingenieros (etwa: Hauptmann der Pioniere) in der chilenischen Armee ernannt.

### Das erste Kolonisierungsprojekt
1845 kaufte er die Hacienda Bellavista südlich des Río Bueno, in der Nähe von La Unión, in der Provinz Valdivia. Dorthin brachte er zum ersten Mal deutsche Siedler, die sein Bruder Rudolph angeworben hatte. Auf der Brigg Catalina, die dem preußischen Konsul in Valparaíso Ferdinand Flindt gehörte, legten am 19. April 1846 im Hamburger Hafen neun Familien aus der Stadt und dem Amt Rotenburg a. d. Fulda (Nordhessen) ab und kamen am 25. August 1846 im Hafen Corral an. Die männlichen Familienoberhäupter waren: die Schmiede Georg Aubel und Nikolaus Ruch, der Zimmermann Johannes Bachmann, der Mühlenbauer Johannes Ide, der Schreiner Johann Lorenz Hollstein, der Branntweinbrenner Adam Konrad Bachmann, der Schuhmacher Bernhard Henkel, der Gärtner Joseph Jäger und der Schäfer Heinrich Krämer.
Anfang 1846 begleitete Bernardo Philippi den Intendanten Salvador Sanfuentes Torres bei der Erkundung der Provinz Valdivia. Auf dieser kurzen Reise voller Zwischenfälle und Gefahren fertigte Philippi geografische Skizzen und Übersichtskarten an. Obwohl diese methodisch bedingt etwas ungenau waren, dienten sie doch als eine gute Grundlage für Berichte an die chilenische Regierung und für eine Veröffentlichung in Deutschland. Ein Jahr später amtierte Sanfuentes als Minister in Santiago. Auf der Grundlage der durch die gemeinsame Reise gewonnenen Erkenntnisse und beeinflusst von den Ideen Philippis präsentierte Sanfuentes der Regierung ein Kolonisierungsprojekt. Philippi nahm an den Regierungsberatungen teil und seine Berichte hatten entscheidenden Einfluss auf die Regierungsbeschlüsse. Im Juni 1847 wurde Philippi von Präsident Bulnes zum Sargento Mayor de Ingenieros (etwa: Oberstleutnant der Pioniere) befördert und als dessen Adjutant und Politikberater eingestellt.

### Kolonisationsbeauftragter der chilenischen Regierung
Im europäischen Revolutionsjahr 1848 sah Philippi dann die Chance gekommen, deutsche Emigranten als Kolonisten für Chile zu gewinnen und seine Kolonisierungsideen für Südchile umzusetzen. Er bot sich der chilenischen Regierung an, nach Deutschland zu reisen. So wurde Philippi im August 1848 zum Kolonisationsbeauftragten ernannt und nach Deutschland entsandt, um Emigranten anzuwerben, die um den Llanquihue-See angesiedelt werden sollten. Sein Auftrag lautete, 150 bis 200 katholische Bauern- oder Handwerkerfamilien, zudem zwei katholische Priester, zwei Schullehrer und einen Arzt auszusuchen. Im Namen der chilenischen Regierung sollte er den Auswanderern anbieten, die Überfahrt zu bezahlen. Jeder Familienvater sollte 10 bis 15 Cuadras (1 Cuadra entspricht etwa 1,57 Hektar) Land erhalten und Steuerfreiheit für zwölf Jahre. Die katholischen Priester sollten acht Jahre lang durch die Regierung entlohnt werden. Die Kolonisten sollten die chilenische Staatsbürgerschaft annehmen unter Verzicht ihrer aktuellen Staatsbürgerschaft. Wer auf eigene Kosten nach Chile kommen wolle, könnte in Versteigerungen Land von der Regierung kaufen und erhielte sechs Jahre Steuerfreiheit.
In Deutschland begann Philippi Artikel in Zeitungen zu veröffentlichen und die Vorteile Chiles anzupreisen. Er schrieb auch ein Büchlein: Nachrichten über die Provinz Valdivia, besonders für Solche, die dorthin auswandern wollen, mit einer Karte. Aber die katholischen Bischöfe stellten sich gegen ihn und rieten ihren Gläubigen erfolgreich von einer Auswanderung ab. So gelang es Philippi zunächst lediglich in Kassel, einige katholische Händler und Handwerker anzuwerben, die den Wirren und Repressionen in Deutschland entfliehen wollten und in der Lage waren, auf eigene Kosten nach Chile zu reisen. Es waren 34 Personen, die im Januar 1850 in Valdivia ankamen. Philippi bat die chilenische Regierung, seine Vollmachten zu erweitern. Noch ohne eine Antwort abzuwarten, organisierte er im November 1849 eine weitere Gruppe von 32 Personen, diesmal waren alle Protestanten. Weil in Hamburg die Elbe zugefroren war, konnten diese erst Anfang März 1850 auslaufen und kamen im Juni in Valdivia an.
In der chilenischen Regierung war man enttäuscht über das bis dahin magere Ergebnis der Bemühungen Philippis, ohne zu erkennen, dass die gestellten Bedingungen bezüglich der Konfession der Kolonisten das Unternehmen hemmten. Im Oktober 1850 bestellte man den Unternehmer Vicente Pérez Rosales zum Kolonisationsbeauftragten, um die Ankunft weiterer Siedler vorzubereiten. Schließlich kamen im Dezember nochmal 102 Einwanderer mit dem Schiff Susanne aus Hamburg. Philippi überzeugte auch seinen Bruder Rudolph davon, nach Chile auszuwandern. Dieser übernahm dann 1851 die Verwaltung der Hacienda Bellavista in der Provinz Valdivia.
Immerhin gelang es Philippi, bis Mai 1851 fast 600 deutschstämmige Emigranten nach Chile zu bringen, und fast alle entsprachen dem gewünschten Profil des gut ausgebildeten, leistungsfähigen Bauern oder Handwerkers und hatten sogar ihre Überfahrt selbst bezahlt. Der Auftakt der Kolonisierung des Südens Chiles mit deutschen Immigranten war gelungen, so wie es geplant war, nur waren die wenigsten von den Kolonisten katholisch. Als Philippi 1852 nach Chile zurückkam, wurden ihm deswegen Vorwürfe gemacht.

### Gouverneur von Magallanes
Im Mai 1852 wurde Philippi zum Gouverneur der Region Magallanes in Punta Arenas ernannt oder, wenn man so will, wegbefördert ans Ende der Welt. Punta Arenas war damals eine Kolonie für sogenannte unverbesserliche Straftäter und lag nach einem Aufstand, bei dem Philippis Amtsvorgänger umgebracht worden war, in Schutt und Asche. Philippi begann sofort mit dem Wiederaufbau. Die Aufständischen hatten auch einige Guaycurú umgebracht. Obwohl Philippi dafür bekannt war, dass er überall mit der indigenen Bevölkerung stets gut zurechtkam, gelang es ihm nicht, das Verhältnis wieder zu normalisieren. In einem Akt von Blutrache wurde Philippi am 27. Oktober 1852 bei Cabeza del Mar (rund 50 km nördlich von Punta Arenas) in einen Hinterhalt gelockt und erschlagen.